# Лейф (Арканзас)
Лейф (англ. Lafe, Arkansas) — город, расположенный в округе Грин (штат Арканзас, США) с населением в 385 человек по статистическим данным переписи 2000 года.

## История
Первым поселенцем на месте будущего города был немецкий иммигрант Герман Толкен, живший в городке Нью-Хейвен (штат Миссури). Толкен сколачивал первоначальный капитал для переезда и основания нового населённого пункта, работая на нарезке железнодорожных шпал по заказам местных транспортных компаний. Для поиска единомышленников Хейвен подал объявление в немецкоязычную газету Миннеаполиса (штат Миннесота), на которое откликнулось немало немецких лютеран, готовых поддержать идею Хейвена и основать собственное новое поселение в Арканзасе.
9 декабря 1889 года в Федеральное почтовое управление США поступила заявка на открытие почтовой конторы в новом населённом пункте «Ньюберри» (Арканзас), название которого было выбрано по находившемуся неподалёку крупному лесопильному заводу. В названии «Ньюберри» подателям заявления было отказано, после чего местный почтмейстер предложил новое название «Лулима», которое являлось комбинацией имён двух его дочерей. В последующие годы с почтовыми отправлениями возникла серьёзная путаница, поскольку почтовые посылки приходили на контору в «Лулиме», а грузовые пересылки шли на контору с названием «Ньюберри». В 1901 году новый почтмейстер Лафайетт Меллер взял на себя смелость предложить новое название посёлка по собственному сокращённому имени — «Лейф». 21 мая 1902 года жители городка большинством голосов поддержали предложение Меллера.

## География
По данным Бюро переписи населения США город Лейф имеет общую площадь в 5,44 квадратных километров, водных ресурсов в черте населённого пункта не имеется.
Лейф расположен на высоте 97 метров над уровнем моря.

## Демография
По данным переписи населения 2000 года в Лейфе проживало 385 человек, 110 семей, насчитывалось 137 домашних хозяйств и 153 жилых дома. Средняя плотность населения составляла около 71,3 человек на один квадратный километр. Расовый состав Лейфа по данным переписи распределился следующим образом: 89,09 % белых, 2,34 % — коренных американцев, 8,57 % — представителей смешанных рас.
Испаноговорящие составили 0,78 % от всех жителей города.
Из 137 домашних хозяйств в 36,5 % — воспитывали детей в возрасте до 18 лет, 65,0 % представляли собой совместно проживающие супружеские пары, в 10,9 % семей женщины проживали без мужей, 19,0 % не имели семей. 16,1 % от общего числа семей на момент переписи жили самостоятельно, при этом 7,3 % составили одинокие пожилые люди в возрасте 65 лет и старше. Средний размер домашнего хозяйства составил 2,81 человек, а средний размер семьи — 3,14 человек.
Население города по возрастному диапазону по данным переписи 2000 года распределилось следующим образом: 27,5 % — жители младше 18 лет, 9,4 % — между 18 и 24 годами, 30,9 % — от 25 до 44 лет, 23,4 % — от 45 до 64 лет и 8,8 % — в возрасте 65 лет и старше. Средний возраст жителей составил 34 года. На каждые 100 женщин в Лейфе приходилось 87,8 мужчин, при этом на каждые сто женщин 18 лет и старше приходилось 89,8 мужчин также старше 18 лет.
Средний доход на одно домашнее хозяйство в городе составил 30 938 долларов США, а средний доход на одну семью — 32 125 долларов. При этом мужчины имели средний доход в 25 313 долларов США в год против 16 667 долларов среднегодового дохода у женщин. Доход на душу населения в городе составил 12 234 доллара в год. 15,0 % от всего числа семей в округе и 17,7 % от всей численности населения находилось на момент переписи населения за чертой бедности, при этом 22,7 % из них были моложе 18 лет и 8,6 % — в возрасте 65 лет и старше.